# نمط الاستبدال في الحلقات العطرية
نمط الاستبدال في الحلقات العطرية هو أسلوب تسمية في الكيمياء العضوية يتبع التسمية النظامية للمركبات العضوية بحيث يتحدد به مواقع المستبدلات بالنسبة لبضعها على المركبات العطرية.

## نمط أورثو / ميتا / بارا

أسماء مواقع وفق نمط الاستبدال في الحلقة العطرية

بالنسبة للمستبدل R هناك ثلاثة أنماط للاستبدال وهي:
- أورثو ortho؛ يقع المستبدلان بجوار بعضهما، بحيث يمكن ترقيمهما 1 و 2.
- ميتا meta؛ يوجد المستبدلان في الموقعين 1 و 3.
- بارا para؛ يوجد المستبدلان في الموقعين 1 و 4

من الأمثلة على نمط الاستبدال هذا مركبات ثنائي هيدروكسي البنزين وهي:
- 2،1-ثنائي هيدروكسي البنزين (المتصاوغ أورثو)، والذي يعرف بالاسم الشائع: كاتيكول
- 3،1-ثنائي هيدروكسي البنزين (المتصاوغ ميتا)، والذي يعرف بالاسم الشائع: ريزورسينول
- 4،1-ثنائي هيدروكسي البنزين (المتصاوغ بارا)، والذي يعرف بالاسم الشائع: هيدروكينون

## نمط إبسو / ميزو / بيري

ipso.
meso.
peri.

- يصف نمط الاستبدال إبسو Ipso حالة مشاركة مستبدلين الموقع نفسه في الحلقة وذلك في الركبات الوسطية في تفاعلات الاستبدال العطري المحب للإلكترونات. تعد مجموعات ثلاثي ميثيل السيليل Me3Si و ثالثي البوتيل t-Bu و إيزو البروبيل iPr من المجموعات الموجهة إلى الموقع إبسو لأنها قادرة على تشكيل كاتيونات كربونية مستقرة.
- يشير الاستبدال ميزو Meso إلى المستبدلات الشاغلة موقع بنزيلي. يلاحظ هذا النمط في مركبات كاليكسارين وأكريدين.
- يلاحظ الموقع بيري Peri في مستبدالات النفثالين على المواقعين 1 و 8.

## نمط ساين / تيلي
- في نمط ساين cine تأخذ المجموعة الداخلة موقعاً مجاوراً لموقع مجموعة مغادرة؛ يلاحظ هذا النمط في كيمياء مركبات الأراين.[1]
- في نمط تيلي Tele يأخذ المستبدل موقعاً يبعد أكثر من ذرة واحدة على الحلقة.[2]

## اقرأ أيضاً
- تسمية نظامية للمركبات العضوية